# Immortan Joe
Immortan Joe es un personaje ficticio de la película Mad Max: Fury Road (2015), dirigida por George Miller y parte de la franquicia Mad Max. Interpretado por el actor australiano Hugh Keays-Byrne, quien previamente encarnó a Toecutter en la primera entrega de la saga (Mad Max, 1979). Immortan Joe es el principal antagonista de la historia. En un mundo postapocalíptico devastado por la guerra y la escasez, Joe es el tirano que gobierna La Ciudadela, una fortaleza que controla el acceso al agua y otros recursos vitales. Conocido por su imponente presencia física, su rostro cubierto por una máscara respiratoria grotesca y su culto mesiánico, Joe lidera a los "War Boys", un ejército de fanáticos adoctrinados que lo veneran como un dios. Su régimen opresivo incluye la explotación de las "esposas" reproductoras y el dominio absoluto sobre una población desesperada. A lo largo de la trama, se enfrenta a la rebelión de Imperator Furiosa (Charlize Theron) y Max Rockatansky (Tom Hardy), quienes buscan derrocar su reinado. Immortan Joe se ha consolidado como un ícono del cine distópico, representando temas de poder, fanatismo y decadencia en el universo de Mad Max.
Immortan Joe aparece en el cómic precuela homónimo publicado por Vertigo en 2015, donde se exploran detalles de su ascenso al poder y su relación con personajes como Furiosa y las esposas antes de los eventos de la película. 
Asimismo, el personaje tiene una presencia significativa en Furiosa: A Mad Max Saga  (2024), una precuela protagonizada por Anya Taylor-Joy como una joven Furiosa. En esta cinta, interpretado por Lachy Hulme tras el fallecimiento de Keays-Byrne en 2020, Immortan Joe es retratado en una etapa anterior de su dominio, mostrando su alianza con el señor de la guerra Dementus (Chris Hemsworth) y su consolidación como líder de La Ciudadela, enriqueciendo su trasfondo en la mitología de Mad Max.

## Descripción
En la película de 2015, Immortan Joe es el "gobernante del páramo... Lleva un coraza de plástico transparente (una armadura para el pecho) sobre el torso lleno de llagas supurantes, su cabello largo y blanco ondeando alrededor de una máscara facial de sonrisa de esqueleto que cubre la parte inferior de su rostro y usa para ocultar un aparato respiratorio". En Artisan Armours, en el Reino Unido, se crearon varias versiones de su coraza, que muestran medallas prendidas hechas con piezas de automóviles y teléfonos móviles y algunas insignias militares reales (como la insignia de la gorra de oficial de la Marina de los EE. UU.). 

## Biografía

### Mad Max: Fury Road
Immortan Joe se presenta como el más poderoso de los señores de la guerra que controlan el páramo. Mantiene un estatus divino entre sus seguidores gracias a su control del único acuífero de la región. A pesar de esto, en realidad está muy enfermo, y a veces requiere la ayuda de su hijo mayor para simplemente moverse. Temiendo morir y en un esfuerzo por conseguir un heredero sano, Joe ha capturado a cinco esposas, las "reproductoras", Toast, Capable, Dag, Cheedo y Angharad, escogidas por su juventud, belleza y salud, aparentemente libres de las mutaciones y enfermedades que afligen a una parte considerable de los supervivientes del holocausto nuclear y a sus hijos. Sin embargo, los resultados hasta ahora han fracasado. Los dos hijos adultos de Joe, Rictus Erectus y Corpus Colossus, resultan no aptos para dirigir su imperio: Rictus es extremadamente fuerte pero tiene un coeficiente intelectual bajo, y Corpus es inteligente pero sufre una enfermedad que ha impedido su crecimiento.
Al comienzo de la película, Joe envía a su general de mayor confianza, Imperator Furiosa, para conducir su Camión de guerra (War Rig) a la periódica recolección de suministros de la Ciudad de la Gasolina (Gastown) y La Granja de Balas (Bullet Farm) a cambio de agua, leche y productos hortícolas. Sin embargo, al poco descubre que el vehículo se ha desviado de su rumbo y Furiosa se ha llevado a sus cinco esposas. Cuando Joe se da cuenta de esto, lleva a casi todo su ejército, así como a miembros de sus aliados de la Ciudad de la Gasolina y la Granja de Balas, para perseguir al camión. Furiosa, asistida por un "bolsa de sangre" fugitivo llamado Max Rockatansky, logra evadir a Joe a través de una tormenta de polvo y los cañones del páramo. Durante la persecución por esta última ubicación, un soldado media vida (half-life War Boy) llamado Nux, que había sido capturado por Furiosa durante la refriega, acude a Joe para ayudarlo. Sin embargo, cuando intenta arponear el Camión de Guerra, Angharad, en avanzado estado de embarazo del hijo de Joe, intenta cortarlo y termina cayéndose del camión. Joe recoge su cuerpo y más tarde descubre que su hijo nonato estaba perfectamente sano y era un digno heredero.
Más tarde, Furiosa y Max se enteran de que el lugar al que pretendían ir ha sido devastado y cambian de rumbo para regresar a la Ciudadela. Cuando Joe se da cuenta de esto, dirige su grupo de guerra de nuevo para atacarlos. En el clímax que sigue, Furiosa consigue enganchar una cadena en la máscara de oxígeno de Joe, así como en uno de los neumáticos de su Gigahorse, arrancándole la máscara y con ella la parte inferior de la cara, matándolo. Al final, de nuevo en la ciudadela, los fugitivos presentan el cadáver de Joe a sus seguidores y es despedazado en celebración.

### Mad Max: Fury Road (cómic)
El cómic cuenta los orígenes del ascenso de Joe al poder. Originalmente el coronel Joe Moore, el hombre que se convertiría en Immortan Joe, era un soldado muy célebre que luchó en las guerras del agua y el petróleo. Durante una de sus redadas, un hombre gordo a punto de ser ejecutado le habla a Joe de un acuífero al que es casi imposible entrar. A pesar de sufrir muchas bajas, Joe finalmente logra capturar el acuífero y sus seguidores lo llaman "inmortal" (Immortan). Mientras intenta capturar el acuífero, envía exploradores que descubren una refinería de petróleo abandonada y una mina de plomo, que eventualmente se convertirán en Gastown y Bullet Farm. La mano derecha de Joe, el Mayor Kalashnikov, queda a cargo de la Granja de Balas (Bullet Farm), mientras que el guía que le reveló la ubicación del acuífero a Joe toma el control de la Ciudad de la Gasolina (Gastown), pasando a ser conocido como Comehombres (People-Eater).

### Mad Max (videojuego de 2015)
Joe no aparece directamente en el juego, pero este presenta una banda de soldados media vida liderada por su tercer hijo, Scabrous Scrotus.  En el juego, Scrotus es representado como el líder original de Gastown, pero se lo considera no apto para liderar el reino de Joe debido a su pura locura. Cuando Max coloca una motosierra en la cabeza de Scrotus al comienzo del juego, Scrotus se empeña en derribar a Max y finalmente lo mata al final. Esto lleva a People-Eater a hacerse cargo del poblado.

## Recepción
Al escribir sobre la película para ABC News, Michael Rothman describió a Immortan Joe como "un tipo realmente malo que no se parece en nada a ningún villano que haya aparecido en la pantalla grande".  Joanna Robinson en Vanity Fair, lo describió como "una pesadilla" y "una creación bastante clásica de Miller con un fetiche de calavera que incluso un gótico adolescente envidiaría". Spencer Kornhaber de The Atlantic escribió: "Quizás lo más cerca que estuvo 2015 de proporcionar material para las listas de 'Los mejores villanos de todos los tiempos' fue en Mad Max: Fury Road, donde el señor de la guerra esclavista Immortan Joe lucía un casco nauseabundo y un cuerpo fofo igualmente repugnante. " 